# 戈里科耶-佩列舍耶奇諾耶湖
51°49′54″N 80°54′15″E / 51.83167°N 80.90417°E

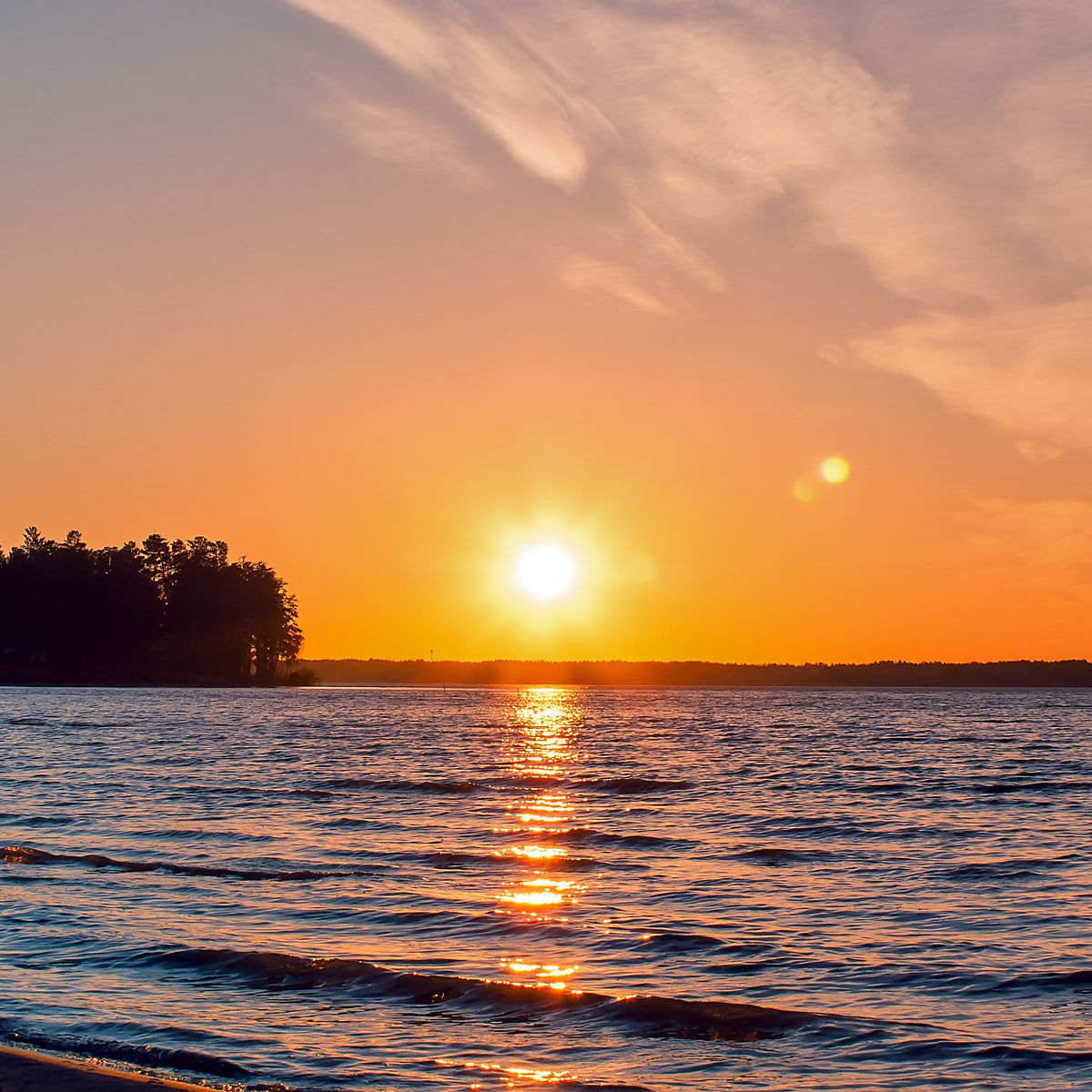

戈里科耶-佩列舍耶奇諾耶湖（俄语：Горькое-Перешеечное），是俄羅斯的湖泊，位於該國南部，由阿爾泰邊疆區負責管轄，長18公里、寬3.5公里，面積45.4平方公里，海拔高度219米，平均水深1.5米，最大水深2.9米。